# Hello Zepp
Hello Zepp (англ. Привіт, Зепп) — спочатку так називався шматок музичної композиції, яка була створена Чарлі Клоузером першої частини серії фільмів Пила. Використання в першому фільмі музичної теми повинно було принести драматичний тон до кінця фільму, в якому основний антагоніст, названий Зеппом Хіндлом, насправді є жертвою реального антагоніста Конструктора (ім'я персонажа в сценарії пишеться «Zep», у той час як музичний твір названо «Zepp»). По мірі продовження серії, композиція була повторно використана у всіх фільмах, часто перейменовувалася і на її основі створювалися ремікси для акцентування уваги на мінливих ситуаціях і на символах в кожному фільмі. Пісня, яка написана в тональності ре мінор в даний час є темою всієї серії.

## Фільми
В даний час налічується тридцять дві версії або міксів «Hello Zepp».
- Saw (2003): «Zepp Overture»
- Saw: «X Marks the Spot», «Hello Zepp», «Zepp Overture»
- Saw II: «i've Played Before»/«Played», «Cut Necks», «Conscious», «Hello Eric»
- Saw III: «Amanda», «Surprised», «Shithole», «Test Your», «Final Test»
- Saw IV: «Just Begun», «Just Begun (Alt.)», «Just Begun (Alt. 1)», «Just Begun (Alt. 2)», «Help Them», «Help Them (Alt.)», "New Game (Alt.), «Step Back (Alt.)», «Lesson», «Let Go»
- Saw V: «Saw V Title», «Zepp Five»
- Saw VI: «Jill Drives (1 Mix)», «Jill Drives (Mix 2)», «Severed Hand (1 Mix)», «Severed Hand (Mix 2)», «Zepp Six», «Zepp Six (Alt.)», «Hoffman's Zepp»
- Saw 3D: «Cauterize», «Only You», «Support Group», «Сміттєвий», «Autographs», «Jill's Zepp», «Dr. Gordon Montage», «The Final Zepp»
- Jigsaw: «Zepp Eight»
- Spiral: «You OK?» «Be Partners» «Zepp Nine»

## Саундтреки
Дванадцять версій або міксів «Hello Zepp» було випущено для різних саундтреків «Пили».
- Saw: «Hello Zepp», «Zepp Overture»
- Saw II: «don't Forget the Rules»
- Saw III: «The Shithole Theme» (rearranged & renamed), «Final Test» в альбомі перейменований в «The Final Test»)
- Saw 3D: «Cauterize», «Only You», «Сміттєвий», «Support Group», «Autographs», «Dr. Gordon Montage», «The Final Zepp»